# محک سرویس ابری یاهو
محک سرویس ابری یاهو (Yahoo! Cloud Serving Benchmark (YCSB)) یک مجموعه برنامه و مشخصات منبع باز برای ارزیابی قابلیت‌های بازیابی و نگهداری برنامه‌های کامپیوتری است. اغلب برای مقایسه عملکرد نسبی سیستم‌های مدیریت پایگاه داده نواس‌کیوال استفاده می‌شود.
معیار اصلی توسط کارگران بخش تحقیقاتی یاهو ایجاد شد، که آن را در سال ۲۰۱۰ با هدف اعلام شده «تسهیل مقایسه عملکرد نسل جدید سیستم‌های ارائه دهنده داده‌های ابری» منتشر کرد، به ویژه برای بارهای کاری پردازش تراکنش که با معیارهای اندازه‌گیری شده برای سیستم‌های مدیریت پایگاه داده سنتی تر متفاوت است.
YCSB با محک TPC-H از شورای عملکرد پردازش تراکنش مقایسه شد، با اینکه YCSB یک محک کلان داده نامیده می‌شود در حالی که TPC-H یک محک برای سیستمهای پشتیبانی تصمیم است.
YCSB توسط فروشندگان DBMS برای «بازاریابی معیار» استفاده شد. این محک در بحث‌های علمی یا آموزشی، به ویژه برای اچ‌بیس استفاده شده‌است. این محک برای مقایسه چند محصول توسط ناظران صنعتی مانند آی‌دی‌جی (مقایسه آپاچی کسندرا، مانگودی‌بی و Riak), Thumbtack Technologies (مقایسه Aerospike , Cassandra، مم‌بیس، و MongoDB), و موسسه پلی تکنیک و دانشگاه کویمبرا (مقایسه Cassandra, HBase، الستیک‌سرچ , MongoDB, Oracle NoSQL , OrientDB، ردیس , Scalaris, Tarantool، و Voldemort)استفاده شده‌است. همچنین سن‌دیسک نتایج اندازه‌گیری شده برروی پایگاه داده Oracle NoSQL توسط این محک را منتشر کرد.